# Maruna (Syria)
Maruna (arab. معرونة) – miejscowość w Syrii, w muhafazie Damaszek. W 2004 roku liczyła 1153 mieszkańców.